# نیکولسکایا سوپکا
نیکولسکایا سوپکا (روسی: Нико́льская со́пка) یک کوه در سرزمین کامچاتکای کشور روسیه است.